# Incidente Max Headroom
El Incidente Max Headroom fue una señal intrusa de televisión que tuvo lugar en Chicago, Illinois (Estados Unidos), en la noche del domingo 22 de noviembre de 1987. Es un ejemplo de lo que se conoce en el negocio de la televisión como intrusión en emisión de señal. El o los intrusos lograron interrumpir dos estaciones de televisión abierta en el transcurso de tres horas. Los responsables nunca fueron identificados.

## WGN-TV
La primera aparición de la intrusión de la señal tuvo lugar durante la transmisión en vivo del noticiero en horario estelar, The Nine O'Clock News de la entonces independiente estación WGN-TV (canal 9), ahora conocido como WGN News at Nine. Durante el resumen de la victoria de los Chicago Bears contra los Detroit Lions en el segmento deportivo, la imagen se oscureció durante aproximadamente 15 segundos para luego regresar pero siendo visible una persona que llevaba una máscara de Max Headroom y gafas de sol encima, saltando y moviéndose en vaivén frente a una lámina de metal corrugado que imitaba el efecto de fondo utilizado en el programa original y película de Max Headroom. No había más audio que un zumbido y un ruido oscilante. La superposición de la señal duró 28 segundos y fue detenida por los ingenieros de la WGN cambiando la frecuencia de su estudio a la del transmisor del John Hancock Center para evitar el bloqueo impuesto por la señal pirata.
El incidente dejó al presentador deportivo, Dan Roan, desconcertado, diciendo: "Bueno, si se están preguntando qué fue lo que pasó, yo también".

## WTTW
Más tarde esa noche, alrededor de las 23:15, Hora estándar del centro, durante una repetición del serial de Doctor Who, Horror of Fang Rock, la señal de la estación miembro de la Public Broadcasting Service, WTTW (canal 11) fue secuestrada aparentemente por la misma persona que había transmitido durante la intrusión de la WGN-TV, esta vez con audio, que, aunque distorsionado, fue entendible.
El episodio fue interrumpido por estática, luego de lo cual un hombre no identificado usando una máscara de Max Headroom y gafas de sol apareció mencionando al periodista deportivo de la WGN, Chuck Swirsky, declarándose "mejor que él" y llamándole "maldito  liberal". El hombre comenzó entonces a gruñir, gritar y reír. Continuó riendo y articulando varias frases aleatorias, incluyendo el eslogan publicitario de la New Coke, mientras mostraba una lata de Pepsi (Max Headroom era un portavoz de Coca Cola en ese momento): catch the wave ("súbete a la ola"), a continuación, arroja la lata y dando el dedo medio de la mano en el que llevaba una extensión de caucho (el gesto queda parcialmente fuera de pantalla debido a la proximidad de la cámara) toma la lata de Pepsi de nuevo, y antes de retirar la extensión de caucho de su dedo, canta: Your love is fading ("Tu amor se está desvaneciendo") en una posible referencia a la canción (I Know) I'm Losing You de The Temptations, luego empieza a tararear el tema de apertura de Clutch Cargo, hace una pausa para decir: I still see the X! ("¡Aún veo la X!") (a veces confundido con I stole CBS; que significa "Me robé a la CBS") haciendo referencia al episodio final de la serie de dibujos animados Clutch Cargo. Luego comenzó a gemir dolorosamente, gritando my piles! ("mis hemorroides"), a continuación, un sonido de flatulencia se escucha y declara: I made a giant masterpiece for all the greatest world newspaper nerds ("he hecho una gigantesca obra maestra para todos los nerds del periódico más grande del mundo"); las siglas de la WGN utilizados por la estación de televisión de Chicago, así como su estación de radio hermana son una abreviatura para World's Greatest Newspaper (El Periódico Más grande del Mundo), en referencia a la insignia de su compañía matriz, Chicago Tribune de Tribune Company. Luego levanta un guante, se lo coloca y dice: My brother is wearing the other one ("Mi hermano tiene puesto el otro") y continúa: But it's dirty! Looks like you got footprints on it! ("¡Pero está sucio, parece que le dejaste huellas de pisadas!"). Se quita el guante y lo arroja.
La imagen se corta de repente a un toma de la parte inferior del torso del hombre. Exponiendo sus nalgas, sosteniendo y mostrando a la cámara la máscara ahora retirada de su cara (con la extensión de caucho en la boca de la máscara), luego grita They're coming to get me! ("¡Están viniendo a atraparme!"), luego un cómplice (aparentemente del sexo femenino) no identificado usando un traje de sirvienta dice Bend over, bitch. ("Inclínate, perra") y palmea al hombre con un matamoscas mientras éste grita de modo exagerado. La transmisión se corta por unos segundos antes de volver a Doctor Who; la intrusión duró casi 90 segundos.
La WTTW, que mantenía su transmisor en la cima de la Sears Tower, se encontró con que ningún ingeniero pudo detener al intruso porque no había ingenieros trabajando a la hora de la intrusión. Según el vicepresidente de la estación, Anders Yokom, los técnicos encargados de supervisar la transmisión "intentaron tomar medidas correctivas, pero no pudieron." "Para cuando nuestra gente comenzó a tomar cartas en el asunto sobre lo que pasaba, ya había terminado", dijo al Chicago Tribune.
"Se necesita una enorme cantidad de energía para hacer algo como esto" dijo Robert Strutzel, director de ingenieros de WGN, a propósito de la intensidad que la señal pirata tuvo para anular y superar a las señales legítimas de los canales afectados. Y añadió: "La señal interferente debió ser bastante fuerte". WTTW fue capaz de encontrar copias de la transmisión del intruso con la ayuda de los aficionados de Doctor Who que grababan en video los episodios de la serie.

## Reacción
Las cadenas WTTW y WGN-TV se unieron a HBO (que tuvo un incidente similar 19 meses antes con el "Captain Midnight") como ejemplos de señal intervenida. El incidente Max Headroom fue noticia nacional y se informó en la CBS Evening News al día siguiente. La WTTW recibió numerosas llamadas de los televidentes que se preguntaban qué ocurría durante la superposición de señal.
Desde la dirigencia del canal 9 se dijo que "estaban estudiando formas de mejorar la seguridad" en sus señales de transmisión.
Poco después de ocurrido el incidente, WMAQ-TV insertó, con fines humorísticos, clips de la intrusión en un noticiero durante el resumen de deportes del periodista Mark Giangreco. "Mucha gente pensó que era de verdad. Que el pirata estaba cortando nuestra transmisión. Tuvimos muchas llamadas al respecto", dijo Giangreco.

## Investigación
Uno de los datos más conocidos para saber información de cómo sucedió, es que el hacker estuvo en un lugar cercano de las estaciones de televisión y las Torres, el Canal WGN-TV se conectaba a John Hancock Center, cerca de Sears Tower, y WTTW 11 se conectaba a la Sears Tower, el hacker pudo infiltrarse chocando la señal de la WGN-TV mientras esta se conectaba a John Hancock Center, sin embargo, el Canal 9 pudo recuperar la señal; mientras que el canal recuperó la señal, el hacker cambió su plan o idea e interrumpió con éxito el Canal 11, el Canal 11 intentaba comunicarse con la Sears Tower para capturar al hacker, pero no lograron hacerlo.
El responsable debió haber sido un empleado de uno de los respectivos canales o una persona de Comunicación Social, pero no hubo manera de encontrarlo.